# Fais ce que tu voudras
Fais ce que tu voudras è una canzone della cantante canadese Céline Dion, uscita in Canada nel giugno 1986 come unico singolo promozionale della raccolta Les chansons en or. Questa canzone è stata scritta dal compositore québecchese René Grignon e dal paroliere francese Eddy Marnay.

## Contenuti, successo e pubblicazioni
Il titolo del brano allude al proverbio coniato dallo scrittore francese rinascimentale François Rabelais, che in seguito divenne il principio del moderno movimento occulto thelemico, ovvero: "Fai ciò che vuoi". Fais ce que tu voudras fu pubblicato solo come singolo radiofonico, anche se includeva una traccia lato B intitolata Tu es là, una delle tracce dell'album C'est pour toi.
Il singolo, anche se non uscì sul mercato, riuscì ad entrare nella Quebec Singles Chart , raggiungendo la posizione numero 36 e trascorrendo dodici settimane in classifica.
Céline per promuovere il singolo girò il suo primo vero videoclip musicale in lingua francese, diretto da François Girard. Il primo videoclip della cantante fu realizzato per promuovere la sua prima canzone registrata e pubblicata in inglese, Listen to the Magic Man. Il videoclip mostra la Dion in una stazione ferroviaria dove altre persone attendono un treno. Questo video è stato incluso sul DVD di On ne change pas (2005).

## Formati e tracce
LP Singolo Promo 7" (Canada) (TBS: TBS-5564-DJ)
1. Fais ce que tu voudras – 3:42 (testo: Eddy Marnay – musica: René Grignon)
2. Tu es la – 2:43 (testo: Marnay – musica: Paul Baillargeon)

## Classifiche
| Classifica (1986) | Posizione massima raggiunta |
| ----------------- | --------------------------- |
| Québec (ADISQ)    | 36                          |